# Faith Kipyegon
Faith Chepngetich Kipyegon (* 10. Januar 1994 in Bomet) ist eine kenianische Mittel- und Langstreckenläuferin. Sie ist die aktuelle Weltrekordhalterin über 1500 Meter und über die Meile (Stand Juli 2024) und ehemalige Weltrekordhalterin über 5000 Meter.
Kipyegon gewann bei den Olympischen Spielen 2016 in Rio de Janeiro, den Olympischen Spielen 2021 in Tokio sowie den Olympischen Spielen 2024 in Paris jeweils die Goldmedaille über 1500 Meter.
Bei den Weltmeisterschaften 2017, 2022 und 2023 siegte sie jeweils über 1500 Meter, 2023 zusätzlich auch über 5000 Meter.

## Karriere
Faith Chepngetich Kipyegon wurde 2010 im Juniorinnenbereich Vierte bei den Crosslauf-Weltmeisterschaften in Bydgoszcz. Im Jahr darauf siegte sie bei den Crosslauf-Weltmeisterschaften in Punta und über 1500 Meter bei den Jugendweltmeisterschaften 2011 in Lille.
2012 folgte ein Sieg über 1500 Meter bei den Juniorenweltmeisterschaften in Barcelona. Zuvor schon hatte sie sich über diese Distanz für die Olympischen Spiele in London qualifiziert, bei denen sie das Halbfinale erreichte.
2013 verteidigte sie ihren Titel im Juniorinnenrennen den Crosslauf-Weltmeisterschaften in Bydgoszcz und wurde über 1500 Meter Fünfte bei den Weltmeisterschaften in Moskau. Im darauffolgenden Jahr stellte sie mit dem kenianischen Quartett bei den IAAF World Relays 2014 mit 16:33,58 min einen Weltrekord in der 4-mal-1500-Meter-Staffel auf und siegte über 1500 Meter bei den Commonwealth Games in Glasgow.
2015 gewann sie bei den Weltmeisterschaften in Peking über diese Strecke die Silbermedaille. Ein Jahr später siegte sie bei den Olympischen Spielen in Rio de Janeiro und wiederholte diesen Erfolg fünf Jahre darauf bei den Olympischen Spielen in Tokio, wo sie das Finale mit neuem olympischen Rekord von 3:53,11 min gewann. 2021 konnte sie auch ihre 1500-Meter-Bestzeit verbessern und steigerte den Landesrekord auf 3:51,07 min.
2022 wurde Kipyegon bei den Weltmeisterschaften in Eugene mit 3:52,96 min Weltmeisterin über die 1500 Meter. Es war ihre vierte Medaille in Serie bei Freiluftweltmeisterschaften.
Am 2. Juni 2023 lief Kipyegon in Florenz die 1500 Meter mit 3:49,11 min als erste Frau der Welt in unter 3:50 Minuten. Diesen Weltrekord verbesserte sie am 7. Juli 2024 beim Meeting de Paris um sieben Hundertstel auf 3:49,04 min.
Am 21. Juli 2023 stellte Kipyegon beim Diamond-League-Meeting in Monaco mit 4:07,64 min einen neuen Weltrekord über die Meile auf.
Bei den Weltmeisterschaften 2023 in Budapest gewann sie die Goldmedaille im 1500-Meter-Lauf mit einer Zeit von 3:54,87 min. Fünf Tage später gewann sie auch den Titel im 5000-Meter-Lauf.
Im Dezember 2023 wurde sie als Welt-Leichtathletin des Jahres 2023 ausgezeichnet.

### Olympische Spiele 2024
Am 5. August 2024 lief Kipyegon bei den Olympischen Spielen in Paris über die 5000 Meter hinter ihrer Landsfrau Beatrice Chebet mit einer Zeit von 14:29,60 min zu Silber. Wegen eines Tritts gegen Gudaf Tsegay aus Äthiopien und anschließender Rangelei in der vorletzten Runde wurde sie zunächst disqualifiziert und später wieder auf Rang zwei gesetzt.
Fünf Tage später wurde die 30-Jährige mit neuem olympischen Rekord von 3:51,29 min zum dritten Mal Olympiasiegerin über die 1500 Meter. Weder bei den Frauen noch bei den Männern gab es bisher einen dreifachen Olympiasieger über diese Distanz.
Am 5. Juli 2025 verbesserte Kipyegon zum dritten Mal den Weltrekord über die 1500 Meter. In Eugene gelang ihr mit 3:48,68 min als erste Frau eine Zeit unter 3:49 Minuten. Am 16. August gelang ihr in Silesia über die 3000 Meter mit einem neuen Afrikarekord von 8:07,04 min die zweitbeste Zeit jemals, sie lag nur hinter dem 1993 aufgestellten Weltrekord der Chinesin Wang Junxia.

## Persönliche Bestzeiten
- 800 m: 1:57,68 min, 25. Sep. 2020, Doha
- 1000 m: 2:29,15 min, 14. Aug. 2020, Monaco (Afrikarekord)
- 1500 m: 3:48,68 min, 5. Juli 2025, Eugene (Weltrekord)
- Meile: 4:07,64 min, 21. Juli 2023, Monaco (Weltrekord)
- 3000 m: 8:07,04 min, 16. August 2025, Silesia (Afrikarekord)
- 5000 m: 14:05,20 min, 9. Juni 2023, Paris (Weltrekord bis 17. September 2023)